# Norbertijnenklooster van Krakau
Het Norbertijnenklooster van Krakau (Pools: Klasztor Norbertanek w Zwierzyńcu) is een 12e-eeuws gefortificeerd klooster in Krakau en oudste nonnenklooster van Polen. Het bouwwerk is een beschermd architectonisch monument.

## Geschiedenis
De Poolse ridder Jaksa Gryfita stichtte in 1162 het klooster voor de premonstratenzers. Het complex werd echter in 1241 door de Tataren bijna volledig met de grond gelijk gemaakt. Deze gebeurtenis heeft een legende voortgebracht. Die luidt dat de op de vlucht geslagen nonnen in het bos op hun knieën vielen, tot god baden en op een miraculeus wijze in witte stenen zijn veranderd.

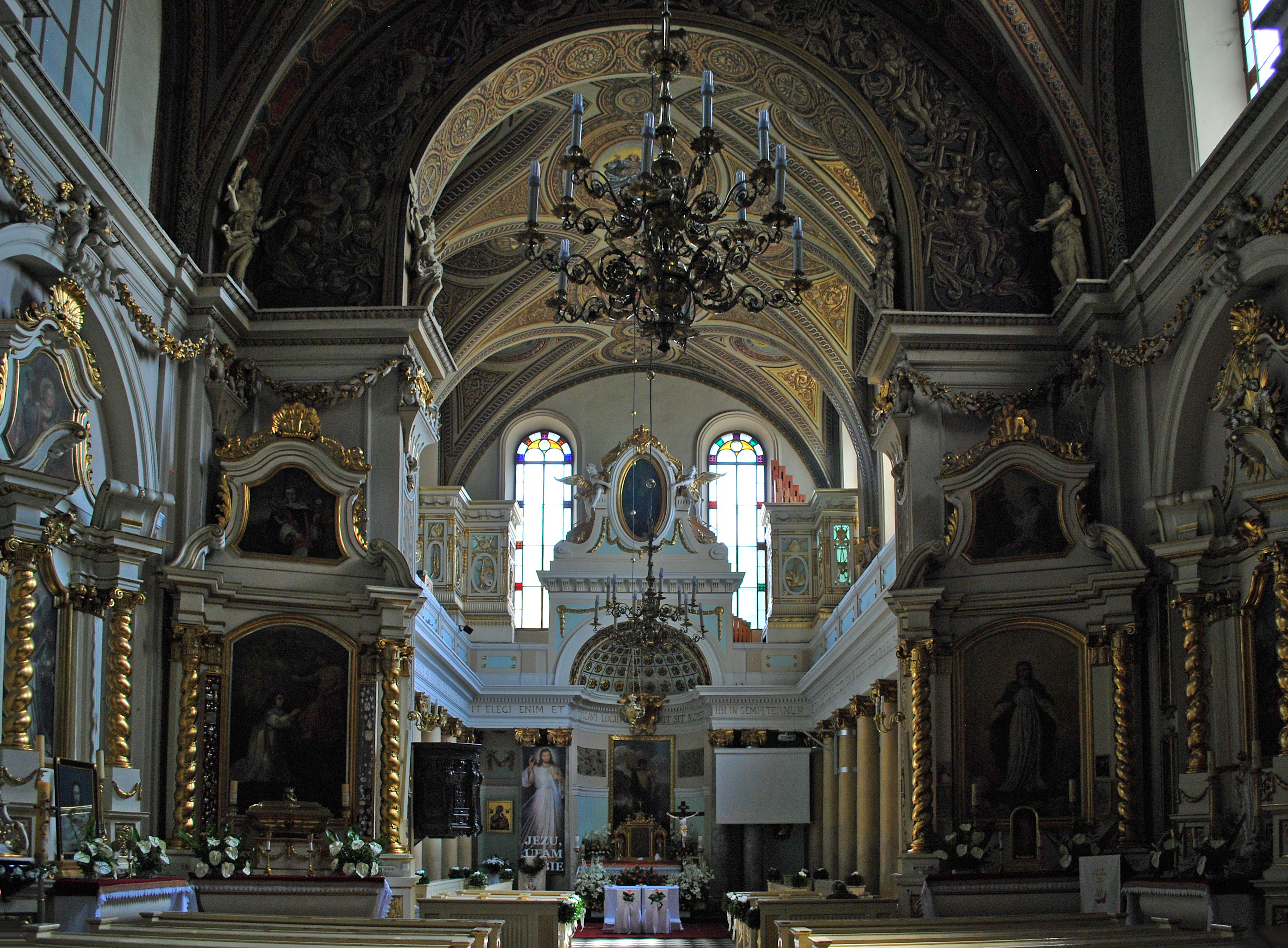
Interieur van de Norbertijnen kloosterkerk

Het klooster is tussen 1255-1259 herbouwd, waarna de Tataren het complex in 1260 en 1287 opnieuw hebben vernietigd. Het klooster is door de eeuwen heen heropgebouwd, uitgebreid en bloeide op in de 13e eeuw. In deze periode was Bronislava van Polen een zuster in het klooster. Kort na haar dood in 1259 begon er een cultus rondom deze persoon te ontstaan.
De kloosterkerk brandde af in 1527 en nogmaals tijdens het beleg van Krakau in 1587. De huidige vorm van het complex is tijdens de renovatie van 1596-1626 ontstaan. Het klooster raakte beschadigd tijdens de Noordse Oorlog, waarna de nonnen op de vlucht sloegen.
Het interieur is in de late 18e eeuw in de neoclassistische stijl gerenoveerd. Het koor en hoogaltaar zijn de enige voorbeelden van ecclesiologisch neoclassicisme in Krakau.
Het klooster wordt geassocieerd met de lokale volkstraditie Lajkonik, die in de middeleeuwen is ontstaan.

### Błonia
Błonia was oorspronkelijk in het bezit van het klooster en werd gebruikt als weiland. De nonnen ruilden Błonia in voor een huis in Krakau aan de ul. Floriańska. Dit huis bleek onvoordelig en brandde ook nog eens af. Deze gebeurtenis was de aanleiding voor een grap over de nonnen die weilanden voor een vreugdevuur hadden geruild. De nonnen hebben eeuwenlang tevergeefs geprobeerd om Błonia terug te krijgen.

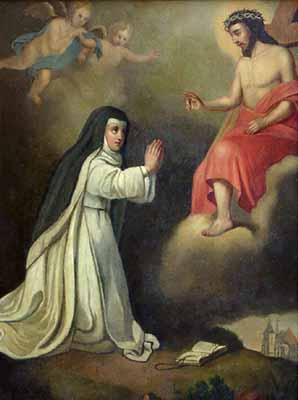
Błogosławiona Bronisława (1849)

## Kloostercollectie
- Maria met kind en Sint-Anna (eind 15e eeuw)
- Szymon van Lipnica (na 1686)[10]
- Kazuifel en dalmatiek van abdis Teresa Brygida Otfinowska (1746)
- Het visioen van Bronisława van Polen (18e eeuw)
- Gezegende Bronisława van Polen, Wojciech Eljasz-Radzikowski (1849)
- Reliekhouder van Bronisława van Polen, Antoni Lewkowicz (1879)[11]